# Emil Rudolph
Emil Julius Friedrich Rudolph (12 janvier 1853 à Greifswald - 5 juillet 1915 à Strasbourg) était un professeur de géophysique, sismologue et volcanologue prussien. Ses travaux portent particulièrement sur les séismes sous-marins. Il est aussi connu pour son travail de compilation des bulletins et catalogues de séismes à l'échelle mondiale.

## Biographie
Emil Rudolph est né a Greifswald en province de Poméranie, le 12 janvier 1853. Fils de Gottfried Rudolph et Dorothea Wegener, il fréquente le lycée de Greifswald de 1863 à 1872.
A 19 ans, il s'installe à Strasbourg, où il est nommé professeur de géographie au lycée protestant de Strasbourg en 1878. Il y restera en poste jusqu’à sa mort en 1915.
Il publie en 1887 sa thèse sur les tremblements de terre sous-marins, qu'il nomme en allemand "Seebeben". Dans sa recherche sur l'origine des tremblements de terre, il compile et analyse les témoignages écrits de plus de 300 capitaines de bateaux au sujet de sons d'explosions et de houle soudaine en mer. Il suggère que des explosions sous-marines, et en particulier des éruptions volcaniques sous-marines sont la cause de ces "tremblements de mer".
En 1899 il obtient le titre de professeur, et devient secrétaire de la première assemblée internationale de séismologie en 1901.
Il rejoint le 1er avril 1904 le Bureau central international de sismologie de Strasbourg au sein de la toute nouvelle Association internationale de sismologie. Il prend part aux conférences de l'association en 1901 et 1902 à Strasbourg en tant que secrétaire, puis à celles de 1903, 1906 à Rome, 1907 à La Haye et 1911 à Manchester.
En 1911, il obtient le titre de professeur honoraire de géographie de la faculté de philosophie de l'université de l'empereur Wilhelm de Strasbourg. Il décède à 61 ans à Strasbourg en juillet 1915.
Il se marie à Munich le 19 mars 1894 avec Hermine Gümbel, fille du géologue allemand Carl Wilhelm von Gümbel (1823-1898), il est père de quatre enfants.

## Publications
- Über Submarine Erdbeben und Eruptionen, 1887
- Die Fortschritte der Geophysik der Erdrinde, 1898, 106 pages
- Geographische abhandlungen aus den reichslanden Elsass-Lothringen: Mit unterstützung der kaiserl. Regierung zu Strassburg, von Gerland, Langenbeck, Hergesell, Rudolph, Boller und Rubel, Strassburg, 1892
- Heimatkunde des Reichslandes Elsaß-Lothringen: Zunächst zur Ergänzung der Schulgeographie von E. Von Seydlitz; mit vier Kartenskizzen und einem Bilderanhang, 1900, 48 pages
- Die Fernbeben des Jahres 1897 : vergleichende Zusammenstellung der auf Stationen Strassburg (...) registrirten mikroseismischen Störungen, 1901
- « Comptes-rendus des séances de la première conférence sismologique internationale réunie à Strasbourg du 11 au 13 avril 1901, rédigés par le Secrétaire de la Conférence, Prof. Dr. E. Rudolph », Beiträge zur Geophysik, Ergänzungsband I, Verlag Wilhelm Engelmann Leipzig, 1902, 439 pp.
- Ausbreitung und organisation der makroseismischen beobachtungen, 1902, 137 pages
- « Die Fernbeben des Jahres 1897 ». Beiträge zur Geophysik 5, 1903, 93p
- « Seismometrische Beobachtungen ». Beiträge zur Geophysik 5, 1903, 94-169.
- Seismometrische Beobachtungen über japanische Fernbeben in den Jahren 1893-1897, 1903, 103 pages
- « Comptes-rendus des séances de la première conférence sismologique internationale réunie à Strasbourg du 24 au 28 juillet 1903, rédigés par le Secrétaire de la Conférence Prof. Dr. Emil Rudolph », Beiträge zur Geophysik, Ergänzungsband II, Verlag Wilhelm Engelmann Leipzig 1904, 362 pp.
- « Katalog der im Jahre 1903 bekannt gewordenen Erdbeben ». Beiträge zur Geophysik, Ergänzungsband III, Verlag Wilhelm Engelmann Leipzig 1905, XVII + 674 pp.
- Katalog der im Jahre 1903 bekannt gewordenen Erdbeben. Im Auftr. Der Kaiserl. Hauptstation für Erdbebenforschung zu Strassburg i. Els. Zusgest. U. Hrsg. Zusammengestellt und herausgegeben von Prof. Dr.Emil Rudolph, 1905, 674 pages
- Seismogramme des nordpazifischen und südamerikanischen Erdbebens am 16. August 1906: Aufbeschluss der Permanenten Kommission der Internationalen Seismologischen Assoziation. Begleitworte und Erläuterungen von E. Rudolph und E. Tams, Emil Rudolph, Strassburg, 1907, 98 pages
- Das kolumbianische erdbeben am 31. Januar 1906, 1911
- Landeskunde des Reichslandes Elsass-Lothringen: mit 33 Karten und Bildern, 1912, 68 pages
- Zur erklärung der geographischen verteilung von grossbeben, von Emil Rudolph und Siegmund Szirtes, 1914, 13 pages
- Einrichtung eines Erdbebenbeobachtungsdienstes in Chile und Argentinien, 1914